# Chanay
Chanay – miejscowość i gmina we Francji, w regionie Owernia-Rodan-Alpy, w departamencie Ain.

## Demografia
Według danych na styczeń 2012 r. gminę zamieszkiwały 644 osoby, a gęstość zaludnienia wynosiła 35,6 osób/km².